# Megaselia hepworthae
Megaselia hepworthae is een vliegensoort uit de familie van de bochelvliegen (Phoridae). De wetenschappelijke naam van de soort werd voor het eerst geldig gepubliceerd in 1981 door Disney.